# Cryptorhopalum anthrenoides
Cryptorhopalum anthrenoides är en skalbaggsart som beskrevs av Thomas Casey 1916. Cryptorhopalum anthrenoides ingår i släktet Cryptorhopalum och familjen ängrar. Inga underarter finns listade i Catalogue of Life.